# Komitet Centralny Węgierskiej Socjalistycznej Partii Robotniczej
Komitet Centralny Węgierskiej Socjalistycznej Partii Robotniczej (A Központi Bizottság, a Magyar Szocialista Munkáspárt) – centralna instancja partii, wykonująca polecenia Biura Politycznego Komitetu Centralnego WSPR, de facto organ zarządzania wszystkimi dziedzinami życia na Węgrzech.

## Podział organizacyjny – wydziały KC
- Biuro Spraw KC (KB Irodája)
- Wydział Partii i Organizacji Masowych (Párt- és Tömegszervezeti Osztályán)
- Wydział Agitacji i Propagandy (Agitációs és Propaganda Osztály)
- Wydział Administracji Publicznej i Administracyjny (Közigazgatási és Adminisztratív Osztály)
- Wydział Nauki, Edukacji Publicznej i Kultury (Tudományos, Közoktatási és Kulturális Osztály)
- Wydział Spraw Zagranicznych (Külügyi Osztály)
- Wydział Polityki Gospodarczej (Gazdaságpolitikai Osztály)
- Wydział Zarządzania Ekonomicznego Partii (Pártgazdasági és Ügykezelési Osztály)

- Centralna Komisja Kontroli (Központi Ellenőrző Bizottság)
- Szkoła Nauk Politycznych (Politikai Főiskola), Ajtósi Dürer sor 19-21
- Instytut Nauk Społecznych (Társadalomtudományi Intézet), Benczúr u. 33
- Instytut Historii Partii (Párttörténeti Intézet), Alkotmany u. 2

## Siedziba
Siedziba KC WSPR mieściła się w Budapeszcie nad brzegiem Dunaju, w kompleksie wybudowanych w latach 1947-1950 budynków określanym jako "Biały dom" (Fehér Ház) przy Jaszai Mari ter 17 (1961-1989), nieopodal Parlamentu oraz Mostu Małgorzaty. Wcześniej siedziba Urzędu Bezpieczeństwa Państwa (Államvédelmi Hatóság - ÁVH) (1950-1953), Ministerstwa Spraw Wewnętrznych (Belügyminisztérium) (1953-1956). Obecnie pełni funkcję budynku biurowego Zgromadzenia Narodowego - Parlamentu (Országgyűlés Irodaháza "Fehér Ház") (2015). Obecny adres: Széchenyi rakpart 19.